# Мезруа
Мезруа́ (фр. Maizeroy, исторически также Ма́херих (нем. Macherich)) — коммуна на северо-востоке Франции, регион Гранд-Эст (бывший Эльзас — Шампань — Арденны — Лотарингия), департамент Мозель. Входит в кантон Панж.

## Географическое положение

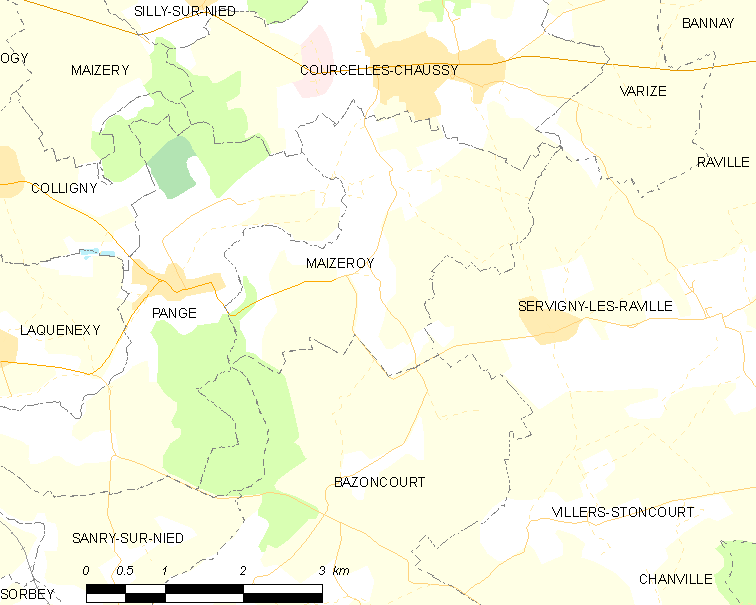
Мезруа на карте Франции.

Мезруа расположен в 300 км к востоку от Парижа и в 17 км к востоку от Меца.

## История
- Деревня входила в историческую область Сольнуа мозельских земель. Здесь располагался сеньорат. В 1812 году к Мезруа был присоединён Шевийон.

## Демография
По переписи 2013 года в коммуне проживало 367 человек.

## Достопримечательности
- Замок XVIII века, старинные дома в Мезруа и Шевийоне.
- Старинная мельница на реке Нид.
- Церковь Сен-Николя, XV века, реконструирована в 1862 году.
- Часовня XVIII века у южного въезда в деревню.